# レオナルド・ロウレンソ・バストス
レオナルド・ロウレンソ・バストス（Leonardo Lourenço Bastos, 1975年7月6日 - ）は、ブラジル・リオデジャネイロ州カンポス・ドス・ゴイタカゼス出身の元同国代表サッカー選手。現役時代のポジションはディフェンダー（左サイドバック）。

## 経歴

### ブラジル
1996年に地元のアメリカーノFCでキャリアをスタートさせると、翌年サンパウロにあるウニオン・サンジョアンECへ移籍した。2シーズン後にSEパルメイラスへ移籍するも、ルイス・フェリペ・スコラーリ監督の下では1試合しか出場出来ず、わずか6ヶ月で退団した。
その後に加入したサントスFCで、すぐにチームにとってなくてはならない存在となり、2002 カンピオナート・ブラジレイロ・セリエAではジエゴ、エラーノ、レナト、そしてロビーニョらと共に自身キャリアで初の優勝を経験するも、翌年のコパ・リベルタドーレスは決勝で敗退した。

### ベンフィカ
サントスで公式戦201試合に出場した後、30歳の時にポルトガルのSLベンフィカと移籍金不明・契約期間3年で加入した。2005年9月18日、ホームでのUDレイリア戦を4-0とデビュー戦を勝利で飾った。最初の3シーズンで平均27試合出場したが、その間、チームは常に優勝どころか2位をも逃していた。
2005-06シーズンのレオは公式戦36試合（全試合スタメン）に出場し、UEFAチャンピオンズリーグ 2005-06で準々決勝まで駒を進めた。

### サントス復帰
2008-09シーズン、同胞のダヴィド・ルイスとの激しいポジション争いに敗れ、出場機会が激減したため、2009年1月14日にベンフィカを去りサントスへ復帰した。2011年は、リベルタドーレスを含む主要な4タイトルを獲得する中で、レオは彼の年齢にもかかわらず堅実なパフォーマンスを見せ、同年のカンピオナート・パウリスタで最優秀左SB選手に選ばれた。2014年4月24日、契約満了に伴いチームを退団するとともに現役を引退することを発表した。

## 代表
2001年5月31日、3-0と勝利したFIFAコンフェデレーションズカップ2001のカメルーン戦でブラジル代表デビューをした。チームは4位に終わり、レオはこの大会で5試合に出場した。ドイツで開催されたFIFAコンフェデレーションズカップ2005ではジウベルトのバックアップという位置づけで、グループステージの2-2で引き分けた日本代表戦が唯一の出場試合だった。

## 所属クラブ
- アメリカーノFC 1996
- ウニオン・サンジョアンEC 1997-1998
- SEパルメイラス 1999-2000
- サントスFC 2000-2005
- SLベンフィカ 2005-2009
- サントスFC 2009-2014

## 個人タイトル
- ボーラ・ジ・プラッタ (プラカール（英語版）選定) 左SB部門 : 2001, 2003, 2004
- カンピオナート・パウリスタ (サンパウロ州選手権) 最優秀左SB : 2011